# Або, Такэси
Такэси Або (яп. 阿保 剛; род. 17 января 1973, Итиносеки) — японский композитор для компьютерных игр компаний StarCraft, KID и 5pb.

## Биография
Родился 17 января 1973 года в Итиносеки.
В детстве он заинтересовался электронными звуками после того, как увидел электронное устройство, изменяющее различные звуки. Он был увлечен компьютерами и играми, особенно музыкой таких групп, как «THEXDER». Возможно, он был повлиян музыкой группы Yellow Magic Orchestra. В результате этого интереса Або начал создавать свою музыку и использовать программирование для создания игр. В итоге Такеши работает программистом и звукорежиссером в компании Starcraft.

## Музыка для игр
- Anonymous;Code
- Chaos;Child
- Chaos;Child Love Chu Chu!!
- Chaos;Head
- Chaos;Head Love Chu Chu!
- Close to ~Inori no Oka
- Dunamis 15
- Disorder 6
- Famicom8BIT — momo-i
- FlixMix (NEC PC-98 version)
- Gokujyou Seitokai
- Iris ~Irisu~
- King’s Bounty (NEC PC-98 & FM Towns versions)
- Mabino x Style
- Megadimension Neptunia VII
- Memories Off
- Memories Off 2nd
- Omoide ni Kawaru Kimi ~Memories Off~
- Memo Off Mix
- Memories Off ~Sorekara~
- Memories Off After Rain
- Memories Off #5 Togireta Film
- Memories Off 6: T-wave
- Might and Magic III: Isles of Terra (unreleased StarCraft version)
- Monochrome
- Infinity series
- Never 7: The End of Infinity
  - Ever 17: The Out of Infinity
  - Remember 11: The Age of Infinity
  - 12Riven: The Psi-Climinal of Integral
- My Merry May
- My Merry Maybe
- Occultic;Nine
- Phantom Breaker
- Phantom Breaker: Battle Grounds
- Psycho-Pass: Mandatory Happiness
- Rhyme Star
- Robotics;Notes
- Robotics;Notes DaSH
- Ryu-Koku
- Separate Hearts
- SINce Memories: Off the Starry Sky
- Space Hulk
- StarFire
- Steins;Gate
- Steins;Gate 0
- Steins;Gate: Linear Bounded Phenogram
- Steins;Gate: Darling of Loving Vows
- Subete ga F ni Naru
- Tentama series
- Your Memories Off ~Girl’s Style~
- Yume no Tsubasa